# Хайнрих фон Каличе
Хайнрих фон Каличе (на немски: Heinrich von Calice) е виден австро-унгарски дипломат, дългогодишен посланик в османската столица Константинопол (Цариград), участник в Цариградската конференция от 1876 година.

## Биография
Каличе е роден на 31 март 1831 година в Гьорц, тогава в Австрийската империя, днес в Италия.

Завършва право и политически науки във Виенския и в Хайделбергския университет. След дипломирането си работи в съда във Виена. От 1855 година работи в Триест. След това работи в Министерството на търговията. 
От 1859 година започва дипломатическа кариера. От 1869 до 1871 година е имперски и кралски представител, изпратен от Министерството на външните работи, към експедицията на контраадмирал барон Антон фон Пец; има голяма роля в привличането на Китай, Япония и Сиам на Световното изложение във Виена през 1873 година и в засилването на търговските връзки на Австро-Унгария с Източна Азия.
В 1871 година става генерален консул I клас, като министър-резидент в Шанхай. В 1873 година става барон. От 1874 година е дипломатически агент в Букурещ, Румъния. В 1876 година участва в Цариградската конференция като извънреден и пълномощен посланик.
В 1878 година работи като шеф на отдел в Министерството на външните работи. Каличе взема дейно участие в подготовката и преговорите по администрацията на Босна и Херцеговина в 1878 година с Османската империя.
В 1880 година става посланик в Цариград, като заема този пост цели 26 години до 1906 година, когато става граф. В българските среди в османската столица и извън нея Каличе е приеман за славянин и името му на български е употребявано като Калич.
Умира на 29 август 1912 година в Санкт Петер край Гьорц. Синът му Франц Каличе също е виден дипломат.